# 이블 데드 라이즈
《이블 데드 라이즈》(영어: Evil Dead Rise)는 2023년 개봉한 미국의 초자연 공포 영화이다. 리 크로닌이 감독과 각본을 맡았다. 샘 레이미의 영화 《이블 데드》 시리즈의 리메이크 작품이자 시리즈 다섯 번째 작품이다.

## 줄거리
영화는 호숫가 오두막에서 휴가를 보내던 사촌 지간인 테레사와 제시카, 그리고 제시카의 남자친구 케일럽이 악령에 씐 제시카에게 공격당하는 장면으로 시작한다. 이틀 전, 임신 사실을 알게 되어 괴로워하던 기타 수리공 베스는 언니이자 타투이스트인 엘리를 방문한다. 엘리는 십 대인 대니와 브리짓, 그리고 어린 딸 캐시와 함께 낡은 아파트 단지에 살고 있다. 지진으로 인해 아파트 지하 주차장에 숨겨진 공간이 드러나고, 대니는 그곳에서 종교 유물, 오래된 축음기 음반 세 개, 그리고 기이한 책을 발견한다. 대니는 책을 팔아 돈을 벌어 엘리를 도울 생각으로 책을 가져온다.
첫 번째 음반은 사제가 책을 연구하려다 실패한 내용을 담고 있으며, 두 번째 음반은 사제가 비밀리에 연구를 계속하며 악령인 데다이트를 소환하는 주문을 읽는 내용을 담고 있다. 갑자기 아파트에 전기가 나가고, 엘리는 보이지 않는 힘에 의해 빙의된다. 엘리는 가족을 위협하며 죽지만, 베스에게 아이들을 보호해 달라고 부탁한다. 엘리가 부활하여 가족을 공격하고, 이웃들을 살해하자 베스는 아이들과 함께 엘리를 아파트 밖에 가둔다.
대니는 베스에게 '나투롬 데몬토'라는 책을 찾았다고 고백하고, 엘리는 캐시를 속여 문을 열게 한 후 그녀를 공격한다. 베스와 대니가 캐시를 구하는 동안 브리짓은 상처를 통해 악령에 씌인다. 브리짓은 베스를 공격하고, 대니와 캐시를 공격하다가 실수로 빗자루 자루에 머리를 찔려 죽는다. 베스는 악령을 쫓아내는 방법을 알기 위해 세 번째 음반을 듣지만, 사제가 실패했으며 데다이트를 막으려면 숙주를 완전히 파괴해야 한다는 것을 알게 된다. 브리짓은 다시 살아나 대니를 죽이고, 대니는 브리짓을 불태워 죽인 후 사망한다. 엘리는 환풍구를 통해 아파트에 침입한다. 엘리는 베스의 태아를 빼앗으려 하지만, 베스와 캐시는 가위로 엘리를 제압한다. 캐시는 엘리가 더 이상 자신의 엄마가 아니라는 것을 인정한다.
대니와 이웃들의 시신이 모두 악령에 씌고, 베스와 캐시는 망가진 엘리베이터로 피신한다. 엘리, 브리짓, 대니는 다지 형태로 합쳐진 마라우더가 되어 엘리베이터 위에서 베스와 캐시를 공격하고, 무게 때문에 엘리베이터는 지하로 추락한다. 베스와 캐시는 주차장으로 도망친다. 마라우더는 캐시를 붙잡아 전기톱으로 목을 자르려 하지만, 베스는 돌아와 마라우더를 방해하고, 둘은 마라우더를 나무 분쇄기에 밀어 넣어 파괴한다. 엘리의 잘린 머리는 베스가 엄마로서 실패할 것이라고 조롱하고, 베스는 그 머리를 분쇄기에 차 넣는다. 베스와 캐시는 아파트를 탈출한다. 다음 날 아침, 제시카는 휴가를 떠나기 위해 주차장으로 갔다가 보이지 않는 힘에 의해 공격을 받는다.

## 출연진
- 릴리 설리번 - 베스
- 얼리사 서덜랜드 - 엘리
- 모건 데이비스 - 대니
- 개브리엘 에컬스 - 브리짓
- 넬 피셔 - 캐시
- 노아 폴 - 브루스
- 리처드 크라우칠리 - 케일럽
- 미라바이 피스 - 테리사
- 앤머리 토머스 - 제시카
- 제이든 대니얼스 - 게이브리얼
- 빌리 레이놀즈매카시 - 제이크
- 타이 와노 - 스콧
- 마크 미친슨 - 폰다 씨
- 브루스 캠벨(목소리 출연)